# Julianowo I
Julianowo I – dawny majątek. Obecnie część Szarkowszczyzny na Białorusi, w obwodzie witebskim, w rejonie szarkowszczyńskim.

## Historia
W czasach zaborów w powiecie dzisieńskim, w guberni wileńskiej Imperium Rosyjskiego. Pod koniec XIX wieku należała do Fedorowiczów.
W latach 1921–1945 folwark a następnie majątek leżał w Polsce, w województwie wileńskim, w powiecie dziśnieńskim, w gminie Szarkowszczyzna.
Powszechny Spis Ludności z 1921 roku podał łączne dane dla folwarków Julianowo I i Julianowo II. Zamieszkiwało tu 36 osób, 10 były wyznania rzymskokatolickiego, 23 prawosławnego, a 3 mojżeszowego. Jednocześnie 11 mieszkańców zadeklarowało polską, 22 białoruską, a 3 żydowską przynależność narodową. Były tu 4 budynki mieszkalne. W 1931 Julianowo I w 2 domach zamieszkiwało 20 osób.
Wierni należeli do parafii rzymskokatolickiej i prawosławnej w Szarkowszczyźnie. Miejscowość podlegała pod Sąd Grodzki w Głębokiem i Okręgowy w Wilnie; właściwy urząd pocztowy mieścił się w Szarkowszczyźnie.
W wyniku napaści ZSRR na Polskę we wrześniu 1939 miejscowość znalazła się pod okupacją sowiecką. 2 listopada została włączona do Białoruskiej SRR. Od czerwca 1941 roku pod okupacją niemiecką. W 1944 miejscowość została ponownie zajęta przez wojska sowieckie i włączona do Białoruskiej SRR.
Od 1991 w składzie niepodległej Białorusi.